# Bachelor of Social Science
Pour les articles homonymes, voir Bachelor.
 (juin 2021).
Si vous disposez d'ouvrages ou d'articles de référence ou si vous connaissez des sites web de qualité traitant du thème abordé ici, merci de compléter l'article en donnant les références utiles à sa vérifiabilité et en les liant à la section « Notes et références ».
Le Bachelor of Social Science (B.Soc.Sc. ou B.Soc.Sci.) est un grade universitaire existant dans plusieurs pays anglo-saxons.

## États-Unis
Les matières et domaines d'études du Bachelor of Social Science comprennent l'anthropologie, la criminologie, l'économie, la planification environnementale, la géographie, le développement communautaire, l'histoire, l'écologie humaine, les services sociaux, le développement international, les relations industrielles, les sciences politiques, la psychologie, la démographie, la santé publique, les politiques publiques , Durabilité, Statistiques et Sociologie.
Un Bachelor of Social Science peut également être combiné en tant que double diplôme avec un Bachelor of Arts ou un Bachelor of Law. Les études et la recherche peuvent être approfondies par un diplôme avec distinction et d'autres travaux de troisième cycle.

## Royaume-Uni
Ce diplôme universitaire de premier cycle (B.Soc.Sc. ou B.Soc.Sci.) nécessite trois à quatre années d'études dans un établissement d'enseignement supérieur, principalement situé dans le Commonwealth des Nations.
Il peut être distingué des autres diplômes de premier cycle standard, car le Bachelor of Social Science se concentre uniquement sur la théorie, les statistiques sociales, la recherche sociale quantitative et qualitative, la philosophie des sciences sociales et la méthode scientifique.